# 大阿魏
大阿魏是分布于地中海地区、阿拉伯半岛和东非的一种阿魏属植物。

## 亚种
大阿魏有以下亚种：
- 短叶大阿魏
- 梅诺卡阿魏
- 加泰罗尼亚阿魏
- 大阿魏（原亚种）
- 加那利阿魏